# Dranang
Dranang Dzong, Chinees: Chanang Xian of Zhanang Xian is een arrondissement in het noorden van de prefectuur Lhokha (Shannan) in de Tibetaanse Autonome Regio, China. Het heeft een oppervlakte van 2142 km². In 2000 telde het arrondissement 35.278 inwoners.
De gemiddelde hoogte varieert tussen 3541 tot 5698 meter. De gemiddelde jaarlijkse temperatuur is 8,25 °C en jaarlijks valt er gemiddeld 420 mm neerslag.
In Dranang Dzong bevinden zich de Tibetaanse kloosters Samye, Mindroling en Dorje Drag.

## Etnische verdeling van de bevolking
Bij de volkstelling van 2000 werden in Dranang 35.278 inwoners geteld, verdeeld onder de volgende etnische groepen:
| Etnische groep | inwoners | aandeel |
| -------------- | -------- | ------- |
| Tibetanen      | 35.018   | 99,26%  |
| Han            | 235      | 0,67%   |
| Hui            | 8        | 0,02%   |
| Hmong          | 5        | 0,01%   |
| Tujia          | 4        | 0,01%   |
| Overige        | 8        | 0,02%   |